# Stazione di Triuggio-Ponte Albiate
La stazione di Triuggio-Ponte Albiate è una stazione ferroviaria posta sulla linea Monza-Molteno-Lecco, a servizio dei centri abitati di Triuggio e Albiate.

## Storia
La stazione fu aperta nel 1911, come la totalità della linea.

## Strutture ed impianti
Il fabbricato viaggiatori è un edificio a due piani in classico stile ferroviario.
La stazione conta due binari per il servizio passeggeri. È presente un piccolo scalo merci con un magazzino merci.

## Movimento
La fermata è servita dai treni della linea S7 (Milano-Monza-Molteno-Lecco), con frequenza semioraria nelle ore di punta (in direzione Milano la mattina e verso Lecco la sera) ed oraria nel resto della giornata, oltre ad una coppia di treni limitata a Besana nel primo pomeriggio.

## Servizi
La stazione dispone di:
- Sala d'attesa
- Servizi igienici